# Trumpchi
Trumpchi (кит. 广汽传祺 пиньинь Guǎngqì Chuánqí) — марка автомобилей, принадлежащая компании GAC Group. Основана в декабре 2010 года.

## История
Строительство Trumpchi началось в 2008 году. В сентябре 2010 года компания GAC Group запустила в производство первый автомобиль GAC GA5 на платформе Alfa Romeo 166. В октябре 2010 года первые 500 экземпляров были доставлены на Летние Азиатские игры.
С декабря 2010 года, после открытия компании Trumpchi, автомобиль стал выпускаться под названием Trumpchi GA5. В том же месяце начались продажи автомобиля. С марта 2012 года на базе GAC GA5 стал выпускаться кроссовер GAC GS5.
В апреле 2013 года началось производство третьей модели бренда Trumpchi — GAC GA3.

## Модельный ряд
По состоянию на 2023 год, компания выпускает следующие модели:
- GAC Empow — автомобиль среднего класса по европейской классификации.
- GAC GA6 — компактный автомобиль.
- GAC GA8 — автомобиль бизнес-класса.
- Trumpchi M6 и Trumpchi M8 — минивэны.
- Trumpchi E8 — гибридный минивэн.
- GAC GS3 — субкомпактный кроссовер на базе GAC GA3.
- GAC GS4 — компактный кроссовер на базе GAC GA4.
- GAC Emkoo — компактный кроссовер.
- GAC GS8 — среднеразмерный кроссовер.

Планируется производство и других моделей.

## Галерея
- GAC Empow
- GAC GA6 II
- GAC GA8 II
- GAC GS3
- GAC Emkoo
- GAC GS4 II
- GAC GS4 Coupe
- GAC GS4 Plus
- GAC GS8 II
- GAC GM6
- GAC GM8 II